# Пароль «Риба-Меч»
«Пароль „Риба-меч“» (англ. Swordfish) — кримінальний бойовик 2001 року.

## Сюжет
Один з найнебезпечніших шпигунів у світі харизматичний Гебріел Шир, що працював колись на ЦРУ, а що нині став геніальним злочинцем, замислює вкрасти 9 мільярдів доларів з нелегальних урядових фондів. Для цього йому потрібна допомога суперхакера, здатного зламати систему безпеки будь-якої комп'ютерної мережі. Таким умільцем є Стенлі Джобсон, який недавно відсидів термін за злом ФБР.

## В ролях
| Актор          | Роль                   |
| -------------- | ---------------------- |
| Г'ю Джекман    | Стенлі Джобсон         |
| Джон Траволта  | Гебріел Шир            |
| Геллі Беррі    | Джинджер               |
| Дон Чідл       | агент Дж. Т. Робертс   |
| Сем Шепард     | сенатор Джеймс Рейсман |
| Вінні Джонс    | Марко                  |
| Рудольф Мартін | Аксель Торвальдс       |
| Дреа де Матео  | Мелісса                |
| Камрін Граймс  | Хеллі Джобсон          |
| Тім Дікей      | агент ФБР              |
| Лора Лейн      | Хельга                 |

## Саундтрек
| #     | Назва                                                                   | Artist                                                    | Тривалість |
| ----- | ----------------------------------------------------------------------- | --------------------------------------------------------- | ---------- |
| 1.    | «Swordfish (Intro)»                                                     |                                                           | 2:44       |
| 2.    | «The Word (PMT Remix)»                                                  | Dope Smugglaz                                             | 4:31       |
| 3.    | «Unafraid (Paul Oakenfold Mix)»                                         | Jan Johnston                                              | 5:20       |
| 4.    | «Dark Machine»                                                          | Paul Oakenfold & Крістофер Янг                            | 7:35       |
| 5.    | «New Born (Paul Oakenfold Mix)»                                         | Muse                                                      | 5:42       |
| 6.    | «Chase»                                                                 | Paul Oakenfold & Крістофер Янг                            | 6:15       |
| 7.    | «Harry Houdini»                                                         | John Travolta                                             | 0:31       |
| 8.    | «Kneel Before Your God»                                                 | Lemon Jelly                                               | 2:02       |
| 9.    | «Lapdance (Paul Oakenfold Swordfish Mix)» (featuring Lee Harvey & Vita) | N.E.R.D                                                   | 3:39       |
| 10.   | «Speed»                                                                 | Paul Oakenfold                                            | 3:51       |
| 11.   | «Planet Rock (Swordfish Mix)»                                           | Paul Oakenfold vs. Afrika Bambaataa & The Soulsonic Force | 7:47       |
| 12.   | «Stanley's Theme»                                                       | Paul Oakenfold & Christopher Young                        | 4:45       |
| 13.   | «Password»                                                              | Paul Oakenfold                                            | 4:09       |
| 14.   | «On Your Mind (Omaha Mix)»                                              | Patient Saints                                            | 7:16       |
| 15.   | «Get Out of My Life Now»                                                | Paul Oakenfold & Planet Perfecto                          | 4:05       |
| 67:32 |                                                                         |                                                           |            |